# Vāyu

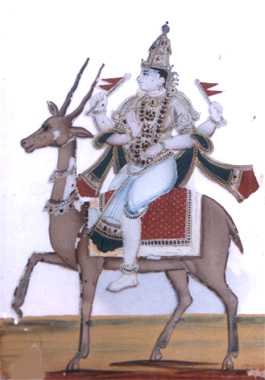
Vāyu

Vāyu è una divinità induista, personificazione del vento e Lokapāla (guardiano) del nord-ovest.
Il Mahābhārata  lo dice padre di Bhima e simboleggia la vita, il respiro sia cosmico sia individuale; il Rāmāyaṇa lo vuole padre spirituale di Hanuman.
Iconograficamente è rappresentato come un uomo bianco a cavallo di una gazzella (simbolo di leggerezza), con uno stendardo e due bandiere del Nepal in mano..
Tra le sue imprese vi è quella di fondatore dell'isola di Ceylon, quest'ultima formata dalla punta del monte Meru sdradicata da Vāyu e gettata in mare.
In base alla teologia di Madhava, Vāyu è il figlio prediletto da Visnù, al quale conduce le anime dei trapassati.
È anche identificato con il Prāṇa, il soffio vitale.